# Acido sebacico
L'acido sebacico è un acido dicarbossilico presente in natura con la formula (CH2)8(CO2H)2. È un solido in polvere.

## Etimologia
In latino Sebaceus indica la candela di sego, sebum è il latino per sego e si riferisce al suo utilizzo nella produzione di candele. L'acido sebacico è un derivato dell'olio di ricino.

## Produzione
L'acido sebacico è prodotto dall'olio di ricino per scissione dell'acido ricinoleico, che si ottiene dall'olio di ricino. L'ottanolo è un sottoprodotto. Può anche essere ottenuto dalla decalina tramite l'idroperossido terziario, che dà il ciclodecenone, un precursore dell'acido sebacico.

## Utilizzo
In ambito industriale, l'acido sebacico e i suoi omologhi come l'acido azelaico possono essere utilizzati come monomeri per la sintesi delle poliammidi 6.10 e 10.10, come di plastificanti, lubrificanti, fluidi idraulici, cosmetici, candele, ecc.